# Naniwa (cruzador)
O Naniwa (浪速) foi um cruzador protegido operado pela Marinha Imperial Japonesa e a primeira embarcação da Classe Naniwa, seguido pelo Takachiho. Sua construção começou em março de 1884 nos estaleiros britânicos da Armstrong Mitchell em Newcastle upon Tyne e foi lançado ao mar em março de 1885, sendo finalizado em fevereiro do ano seguinte. Era armado com uma bateria principal composta por dois canhões de 260 milímetros montados em duas barbetas, tinha um deslocamento normal de mais de três mil toneladas e alcançava uma velocidade máxima de dezoito nós.
Os primeiros anos de serviço do Naniwa foram tranquilos e envolveram principalmente exercícios de rotina. A Primeira Guerra Sino-Japonesa começou em 1894 e o navio teve papéis de destaque em julho da Batalha de Pungdo, quando ajudou a afundar um navio de transporte de tropas, e em setembro na Batalha do Rio Yalu, quando enfrentou e ajudou a afundar alguns cruzadores chineses. Também teve participações menores em ações contra Lüshunkou e Weihaiwei, na Campanha das Pescadores e na invasão de Formosa. Depois do fim da guerra passou por algumas reformas.
A Guerra Russo-Japonesa começou em fevereiro de 1904 e o Naniwa participou nos primeiros dias de conflito da Batalha da Baía de Chemulpo, em seguida ajudando a bloquear Porto Artur. Esteve presente em agosto na Batalha de Ulsan, quando ajudou a afundar o cruzador blindado russo Rurik, e em maio de 1905 da Batalha de Tsushima, quando enfrentou couraçados e cruzadores inimigos. Depois desta guerra foi relegado à deveres secundários como navio hidrográfico e de patrulha. Encalhou nas Ilhas Curilas em junho de 1912 e não conseguiu ser reflutuado, sendo desmontado.